# 市川まほ
市川 まほ（いちかわ　まほ、1992年3月3日 - ）は、日本のAV女優。東京都出身。
マークスジャパン所属。

## 略歴
2011年3月、エンタ!371の着エロNEXに登場した。同年5月19日、エスワン ナンバーワンスタイルより『直球アイドル 市川まほ』でAVデビューした。2012年、kawaii*への移籍とともに髪型をショートカットにした。
今は、またロングになっている。

## 人物
- 特技：歌
- 趣味：ショッピング
- 初体験は18歳の時に、1つ下の後輩と後輩の家で[4]

## 出演作品
2011年
- 直球アイドル（5月19日、エスワン ナンバーワンスタイル）
- ドキドキ初体験セックス（6月19日、エスワン ナンバーワンスタイル）
- 制服ロマンス（7月19日、エスワン ナンバーワンスタイル）
- 告白DayDream（8月19日、エスワン ナンバーワンスタイル）
- Love2 My Darling 従順な美少女とヴァーチャルデート（9月19日、エスワン ナンバーワンスタイル）
- 初めての野外セックス（10月19日、エスワン ナンバーワンスタイル）
- スポコス美少女（11月19日、エスワン ナンバーワンスタイル）
- ものすごい顔射（12月7日、エスワン ナンバーワンスタイル）

2012年
- おまたせ♪kawaii*デビュ→ 初めての、ショートカット (1月25日、kawaii*）
- 2010-2011トゥルリラ総集編52コーナー8時間【瑠川リナと出演】(2月19日、エスワン ナンバーワンスタイル)
- 新米ご奉仕ナース（2月25日、kawaii*）
- 市川まほの草食系男子、肉食化計画 上から目線のラブリー淫語セックchu（3月25日、kawaii*）
- 家庭内凌辱秘話 義父と義兄に犯された娘（8月7日、アタッカーズ）
- S1 SUMMER COLLECTION 2012【他、多数の女優が出演】 (8月7日、エスワン ナンバーワンスタイル)

2013年
- キチクリンカン106 (1月7日、アタッカーズ）
- ATTACKERS 誰か助けてっ…！ -ファーストレイプ集2-  【他、多数の女優が出演】(3月7日、アタッカーズ)
- 高画質フェラチオ顔射100連発8時間 濃厚バキューム編 【他、多数の女優が出演】(3月7日、エスワン ナンバーワンスタイル)
- 新妻ショールーム （4月7日、アタッカーズ）
- 義妹の性感帯8 ぬくもりに歪んだ絆 （7月7日、アタッカーズ）
- 厳選、美女凌辱 いい女は犯しても美しい 選りすぐり美女16人480分 【他、15名の女優が出演】(7月7日、アタッカーズ)
- ATTACKERS Anthology.2012【他、多数の女優が出演】 (7月7日、アタッカーズ)
- バスガイドレイプ 赤裸々バスジャック2 （8月7日、アタッカーズ）
- Nude Art/市川まほ (8月23日、レイブン)
- 凛々しい秘書といやらしいセックス インテリ美女と肉体関係  (12月1日、無言/妄想族)

2014年
- 寝たふりする女【みなせ優夏・柳朋子・神波多一花・仲丘たまき・野間あんなと出演】(1月1日、無言)
- 働く美女と性交 (1月10日、ドリームチケット)
- すぐに破れるコンドーム　 (2月28日、EROTICA)
- 美少女即ハメ白書 22 【君野由奈・あゆみ翼・後藤真由里と出演】(3月21日、プレステージ)
- 文京区にある女教師が通う整体セラピー治療院 No3【篠田ゆう・あゆみ翼・保坂えりと出演】 (4月1日、変態紳士倶楽部)
- ATTACKERS お願い、もうやめて！ -ファーストレイプ集3- 【他、多数の女優が出演】(4月7日、アタッカーズ)
- 陵辱をください 2 (4月11日、プレステージ)
- 日常に潜むレイプ2 不動産賃貸業の男 (5月7日、アタッカーズ)
- ATTACKERS Anthology.2013 【他、多数の女優が出演】(5月7日、アタッカーズ)
- 部下と出張先のホテルで相部屋になってしまった…さてどうする？ 【本田莉子・友田彩也香と出演】(6月5日、アキノリ)
- TeenHunt~ティーンハント~#018/ikebukuro シロウト☆美少女10代ナンパ in池袋少女 【化粧品関係に勤める素人OL役として出演】 (7月7日、桃太郎出版)
- ビジネスホテルのマッサージ師の胸チラで股間が反応してしまった俺 3 【本庄優花・茅ヶ崎りおん・武藤つぐみと出演】(7月24日、アキノリ)
- だって、10回飲みたくて… (8月19日、エムズビデオグループ)
- ATTACKERS 2014年上半期8時間BEST 【他、多数の女優が出演】(10月7日、アタッカーズ)
- あの美少女がノリノリ生中出し！ AV女優さんとエッチしよう！ Vol.12 (10月13日、HERO)
- 息子の嫁が入浴中なのにうっかり扉を開けてしまった義父 2 (10月23日、AKNR)
- kawaii BEST み～んな、ショートカット2014【他、多数の女優が出演】(10月25日、kawaii)
- 2014年ドリームチケット完全なる総集編 熱狂 ハメはずしてハメまくり NON STOP【他、多数の女優が出演】(12月5日、ドリームチケット)
- 究極ゴックンメーカーMsVideoGroup9周年99タイトル8時間【他、多数の女優が出演】(12月19日、エムズビデオグループ)
- 発射寸前 我慢汁垂れ流しの気持ちいいフェラチオ320連射16時間 第3弾【他、多数の女優が出演】(12月19日、ROOKIE)
- kawaii BEST 眼鏡を掛けた君が好き23人8時間【他、多数の女優が出演】(12月25日、kawaii)

2015年
- ATTACKERS 凌辱輪姦2 BEST480分【他、多数の女優が出演】(1月7日、アタッカーズ)
- 花魁撫子でありんす。 華ノ篇 【浅倉領花・彩城ゆりなと出演】(1月9 日、ONE DA FULL)
- お嬢様クロニクル No.24 (1月23日、ONE DA FULL)

## 出演
2010年
【雑誌】
- 「Bejean」制服グラビア
- 「ヌードポーズ集」（コスミック出版）
- インタビュー（三和出版）

【CS】
- 「着エロEX」(つくばTV)放送日:2010/10

【WEB】
- 「コスドキ」配信中－水着
- 「ニコニコ動画生放送」（ドワンゴ）放送日：2010/7/17
- 「グラフィス」（グラフィス）ヌードグラビア配信中
- 「ラブポップ」配信中（水着）

2011年
- ヴィーナス・フューチャー＃92（2011年、エンタ!371）